# Microservice
Microservice é uma empresa brasileira, que trabalha com a fabricação de mídias digitais. Ela foi uma das pioneiras e é a líder na produção de mídia digital no país.

## História
Fundada em 1972, começou como uma empresa especializada em fotofilmagens, fotografias e artes gráficas. Na primeira metade dos anos 80, expande seu capital e seu estoque de produtos, assim ampliando sua linha de artes gráficas. Iniciou a construção de sua primeira fábrica de CDs em 1985, mas só foi inaugurada em 1987. E foi a primeira do Hemisfério Sul.
Em 2001, a Microservice começou a produzir fitas VHS. Algumas delas seguiam o padrão da UBV nas fitas vermelhas (2001-2003) e azuis (2003-2006). Algumas empresas, como a Universal Studios, começaram a produzir as fitas a partir desse padrão. Em 2003, a mesma produziu os VHS dos musicais XSPB, da gravadora Som Livre, adotando o mesmo padrão. O estilo de fita era semelhante ao das fitas da Disney.
Em 2007, foi a primeira empresa no Brasil a receber a certificação CDSA, concedida a empresas que mantém programas de prevenção a pirataria em toda a sua cadeia: da produção a entrega.
Nesse mesmo ano, firmou um acordo com a Ralf Produções (empresa criada por Ralf, da dupla Chrystian & Ralf), detentora mundial da patente do Semi Metallic Disc. Assim, até 2027, a Microservice será a única empresa do mundo com direito a fabricar este tipo de mídia.
Em 2009, foi a primeira empresa da América Latina a fabricar a mídia Blu-ray.
Em 2011, adquiriu o direito de reeditar os álbuns da extinta Discos Copacabana.
Em 2012, se uniu a Videolar e juntas fundaram a AMZ Mídia Industrial, que tem a gestão compartilhada pelas duas empresas.

## Projetos
- Prêmio da Música Digital[8]
- Série de coletâneas Vip Collection[2]